# 5 fenigów gdańskich wzór 1923
5 fenigów gdańskich wzór 1923 – moneta pięciofenigowa, wprowadzona do obiegu 18 grudnia 1923 r., po ustanowieniu 20 listopada 1923 r. przez sejm i senat Wolnego Miasta Gdańska nowej waluty – guldena gdańskiego, równego stu fenigom gdańskim. Moneta została wycofana z obiegu 1 października 1932 r. rozporządzeniem Senatu Wolnego Miasta Gdańska z 6 lipca 1932 r.

## Awers
W centralnej części znajduje się herb Gdańska w wieloboku, pod herbem rok bicia „19 23” albo „19 28”.

## Rewers
Na tej stronie umieszczono nominał 5, pod nim pozioma linia, poniżej napis „Pfennige”, pod nim druga pozioma linia, a pod nią napis „Danzig” (pol.: 5 Fenigów Gdańsk).

## Nakład
Monetę bito w mennicy w Berlinie, w miedzioniklu, na krążku o średnicy 17,5 mm, masie 2 gramów, z rantem gładkim. Autorem projektu był F.Fischer.
Nakłady monety w poszczególnych latach przedstawiały się następująco:
| Lp. | Rocznik | Nakład (sztuk) | Uwagi                                                                 | Zdjęcie |
| --- | ------- | -------------- | --------------------------------------------------------------------- | ------- |
| 1   | 1923    | 3 000 000      | istnieją egzemplarze bite stemplem lustrzanym oraz odbitki w mosiądzu |         |
| 2   | 1928    | 1 000 000      | istnieją egzemplarze bite stemplem lustrzanym                         |         |

## Opis
Projekt monety jest zbliżony do projektu dziesięciofenigówki gdańskiej z 1923 r.

Moneta została zastąpiona w obiegu przez pięciofenigówkę gdańską z 1932 r.